# Palilalie
 (juillet 2025).
Si vous disposez d'ouvrages ou d'articles de référence ou si vous connaissez des sites web de qualité traitant du thème abordé ici, merci de compléter l'article en donnant les références utiles à sa vérifiabilité et en les liant à la section « Notes et références ».
La palilalie est un trouble du langage parlé consistant à répéter spontanément et involontairement un ou plusieurs mots ou phrases.

## Description
La palilalie concerne généralement la répétition rapide de syllabes, parfois de mots, et lorsqu'il s'agit de la répétition de segments plus complexes, on parle de paliphrasie. Ce symptôme doit être distingué du bégaiement, de la paraphasie ou de l'écholalie. 

## Contexte
- Une palilalie peut-être observée dans différents troubles neurologiques :
  - Maladie de Parkinson : la palilalie s'accompagne d'une baisse de l'intensité de la voix, on parle alors de palilalie aphone[1].
  - Paralysie supranucléaire progressive : la palilalie possible est d'un ton monocorde.
  - Lésions cérébrales vasculaires, traumatiques, tumorales
  - Épilepsie soit durant la crise, soit en phase post-critique
  - Démence évoluée
  - on l'observe aussi au cours du Syndrome de Gilles de la Tourette.